# Norman (entreprise)
 (mars 2020).
Pour les articles homonymes, voir Norman.
Norman est un fabricant québécois de guitares, fondé en 1968 à La Patrie. Normand Boucher a vendu la compagnie à Robert Godin en 1988. Robert Godin continue de produire le modèle Norman jusqu à ce jour. Norman est une division de Godin.

## Historique
Créé en 1968 par Normand Boucher, sous le nom de Les guitares Normand enrg., le design des instruments s'inspire des guitares Martin, avec un barrage en X sous la table d'harmonie et une forme de caisse de type dreadnought. Cependant, la fixation du manche est unique. Elle est boulonnée et sans talon. Ce nouveau concept permet de mieux contrôler l'ajustement du manche de l'instrument.
En 1970, Normand Boucher fait la rencontre du montréalais Robert Godin.  
En 1972, Normand Boucher devient le président fondateur de la compagnie Les guitares Norman Inc., tandis que Robert Godin fonde à Montréal la compagnie Sibécor, qui sera distributrice exclusive des guitares Norman. Cette alliance permet au cours des années 70 une croissance importante de l’usine de La Patrie. La production annuelle atteint 6 000 instruments en 1972. et plus tard dans la décennie, entre 10 000 et 12 000 guitares sont produites annuellement,. 
En plein courant politique indépendantiste au Québec, plusieurs musiciens québécois dont Serge Fiori avec son modèle B50 12 cordes qui caractérisera le son du groupe Harmonium, affichent fièrement leurs couleurs en jouant avec une Norman. Cette période de retour à la terre « Post-Woodstock » favorise l’utilisation d’instruments simples et fabriqués à la main. 
Au matin du 28 septembre 1980, le feu détruit complètement l'usine de La Patrie. Après réflexion, Normand Boucher décide de reconstruire l'usine et de continuer la production. Il est à ce moment âgé de 63 ans. Cinq mois plus tard, la nouvelle usine est prête et la production reprend. 
En 1989, la compagnie Les guitares Norman Inc. est vendue à Robert Godin.
Normand Boucher décède le 21 décembre 1997 à l'âge de 81 ans. En 1998, c'est son fils Claude Boucher qui prendra la relève. Il va se concentrer sur la fabrication de guitares acoustiques à cordes en acier 6 et 12 cordes sous le nom de Boucher. En 2005, Claude et son cousin Robin, s'associe pour ouvrir un grand atelier à Berthier-sur-mer dans la région de Chaudière-Appalaches au Québec,. 
De nos jours, Les guitares Norman livre 200 000 unités par année dans 65 pays.

## Modèles

### Expédition
- Expédition Natural SG
- Expédition Folk SG
- Expédition Parlour SG

### Protégé
- B15
- B18
- B18 CW
- B18 12 cordes

### Encore
- B20
- B20 12 cordes
- B20 HG
- B20 CW
- B20 MJ
- B20 Folk
- B20 CW Folk

### Studio
- ST40
- ST40 CW GT Presys
- ST40 Folk
- B50
- ST68
- ST68 CW